# Rivière Spanish
La rivière Spanish (en anglais : Spanish River), est un cours d'eau qui coule dans le district de Sudbury situés dans la province de l'Ontario au Canada.

## Géographie
Elle prend sa source à partir de deux émissaires s'écoulant depuis les lacs Spanish, Biscotasi, Alligator et Duke. La rivière s'écoule vers le Sud et se jette dans la baie Géorgienne et le lac Huron. Elle alimente le bassin fluvial du fleuve Saint-Laurent. Elle reçoit les eaux de la rivière aux Sables entre le parc provincial des Chutes au Nord et le parc provincial La Cloche au Sud.

## Histoire
Cette rivière fut un lieu de passage important pour les Amérindiens depuis des millénaires.
La rivière Spanish tient son nom de l'époque de la Nouvelle-France, des trappeurs et coureurs des bois Canadiens-français qui entendirent parler espagnol parmi les Amérindiens Ojibwés qui auraient eu parmi eux, selon la tradition, une femme (ou plusieurs) originaire du Sud en provenance du territoire de la Nouvelle-Espagne. Ils nommèrent le cours d'eau rivière espagnole. Le village le plus proche fut dénommé Espanola par les Canadiens-français. Par la suite, le nom fut anglicisé en Spanish River.